# Фьюмичино (аэропорт)
Международный аэропорт Рим-Фьюмичи́но имени Леонардо да Винчи (итал. L'aeroporto di Roma-Fiumicino) — крупнейший аэропорт Италии. В 2011 году его услугами воспользовались около 37 миллионов пассажиров. Расположен к юго-западу от Рима, примерно в 30 км от центра итальянской столицы, в небольшом городе Фьюмичино. Назван в честь великого художника эпохи Возрождения Леонардо да Винчи.
Помимо автострады аэропорт с центром Рима связывает Экспресс Леонардо.

## История
Официальное открытие нового аэропорта Рима состоялось 15 января 1961 года. Он заменил ставший слишком маленьким для столицы Италии аэропорт Чампино, в котором стали обслуживаться местные и чартерные рейсы, а впоследствии — низкобюджетные авиакомпании. На момент открытия было построено две взлётно-посадочных полосы. В течение десятилетия Alitalia инвестировала значительные средства в новый терминал, ангары и базу техобслуживания; в это же время была построена третья взлётно-посадочная полоса (16L/34R).
В настоящее время в аэропорту Леонардо да Винчи четыре взлётно-посадочных полосы: 16L/34R и 16R/34L (длиной почти 4 000 метров), 16C/34C (рядом с 16L/34R), обычно используемая как рулёжная дорожка и при ремонте 16L/34R и 07/25,  используемая только для взлёта при определённом направлении ветра.
С 2005 года аэропорт имеет курсо-глиссадную систему (ILS) по категории III B. В 2007 году проводилась модернизация,  позволившая увеличить количество взлётов-посадок в час в условиях густого тумана с десяти до тридцати.
Модернизация терминала аэропорта производилась в 1990-е годы:
1991: Открыт пирс для внутренних рейсов с 12 телетрапами (Пирс A);
1995: Открыт международный пирс с 10 телетрапами (Пирс B);
1999: Открыт западный сателлит с 11 телетрапами (сателлит C), связанный поездом-челноком с основным терминалом;
2000: Открыт новый внутренний терминал (Терминал A). Перекомпонованы терминальные здания, на данный момент: Терминал l A (и пирс A), Терминал AA, Терминал B (и пирс B), Терминал C (и западный сателлит);
2004: Открыт новый грузовой терминал Карго-Сити;
2008: Открыт Терминал 5 (950 000 пассажиров в год). Проводились работы по строительству пирса C.
2009: Вместо буквенного обозначения терминалов стали использоваться цифры: А стал T1, AA — T2, B и C — T3, терминал 5 остался T5.
2010: Введена новая система управления багажом.
В ближайших планах следующие усовершенствования:
- организация автономного энергообеспечения;
- окончание строительства второй системы сортировки багажа;
- новый пирс C (для международных рейсов) с 16 дополнительными телетрапами.

### Терминал T2 (бывший AA)

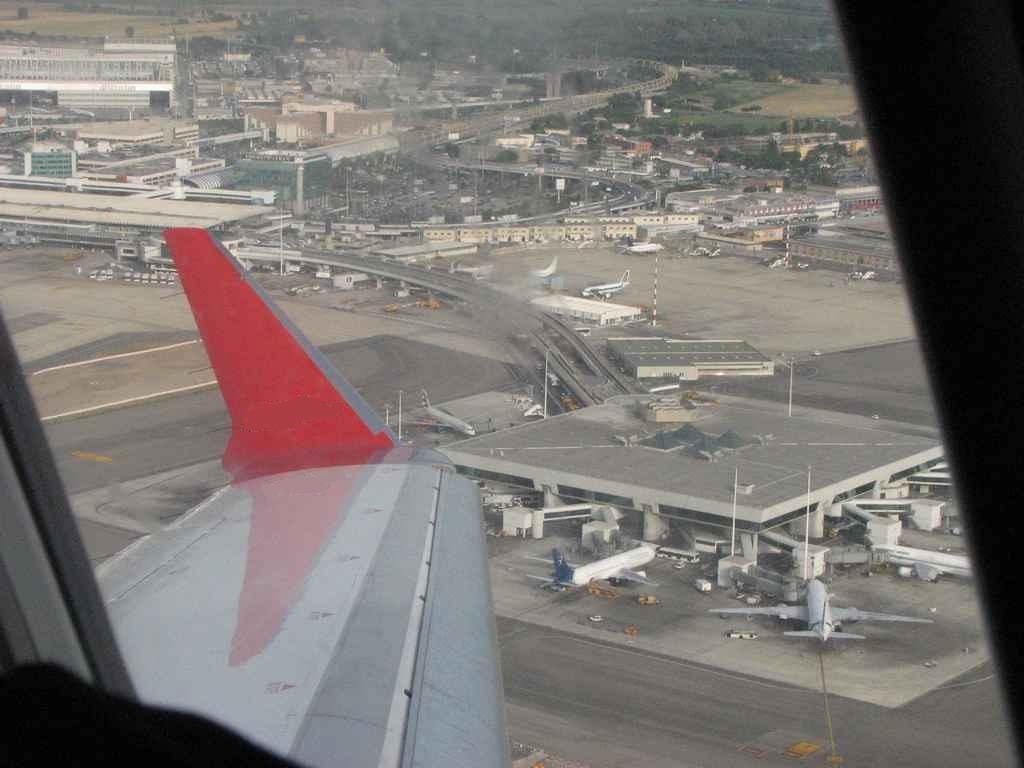
Терминал C. Видна внутренняя железная дорога, соединяющая Терминалы C и B

## Несчастные случаи и происшествия
- 17 декабря 1973 года самолет авиакомпании Pan American World Airways, следующий рейсом 110 из Рима в Бейрут, был захвачен палестинскими террористами. Во время взрыва на борту фосфорной бомбы погибло 30 человек, 28 получили ранения.

- 27 декабря 1985 года боевики палестинской террористической организации «Революционный совет ФАТХ» совершили вооруженное нападение на пассажиров израильской авиакомпании El Al. В результате взрыва двух гранат и огня из автоматического оружия погибло 16 человек, 80 получили ранения.
- 17 октября 1988 года самолет авиакомпании Uganda Airlines, следующий рейсом 775 из Лондона в Энтеббе с промежуточной остановкой в Риме, разбился при посадке на взлетной полосе Фьюмичино. Погибли все члены экипажа и 26 пассажиров.